# Реал Сарагоса
«Реа́л Сараго́са» (исп. Real Zaragoza, испанское произношение: [reˈal θaɾaˈɣoθa]) — испанский футбольный клуб из одноимённого города, в одноимённой провинции в автономном сообществе Арагон. Клуб основан 18 марта 1932 года, домашние матчи проводит на стадионе «Ромареда», вмещающем 34 596 зрителей. «Реал Сарагоса» провёл большую часть истории в Примере, и является шестикратным обладателем Кубка Испании и победителем Кубка обладателей кубков УЕФА 1994/95.

## История
«Реал Сарагоса» был сформирован из двух конкурирующих команд: Iberia SC и Real Zaragoza CD в 1932 году. После трёх лет без футбола во время Гражданской войны в Испании, команда дебютировала в Ла Лиге.

### Золотая эра
Начиная с сезона 1960/61 начался период наибольшего процветания клуба, в течение следующих 10 лет в «Сарагосе» играли одни из лучших игроков в Испании, которые заработали себе прозвище Los Magníficos (Великолепные). Несмотря на неудачи в попытках выиграть чемпионат, команда каждый год до сезона 1968/69 занимала место в пятёрке, в том числе с двумя бронзовыми медалями, а также выиграла два Кубка Испании и Кубок ярмарок 1963/1964.
В знаменитой атакующей линии «Сарагосы» играли Канарио, Элеутерио Сантос, Марселино Мартинес, Хуан Мануэль Вилья и Карлос Лаперта; Хуан Семинарио, начавший свою карьеру в Испании за Los Maños, выиграл Трофей Пичичи в сезоне 1961/62, забив 25 голов в 30 матчах. «Сарагоса» в том сезоне заняла 4 место.

### С 1970-х до конца столетия
В последующие 30 лет клуб пережил множество спадов и подъёмов. «Сарагоса» финишировала третьей в сезоне 1973/74, а в последующем сезоне заняла 2 место, что является клубным рекордом, проиграв титул в последнем туре «Реал Мадриду». В течение следующих 10 лет «Реал Сарагоса» дважды оказывался в Сегунде, однако оба раза сразу же получал повышение.
В 1986 году клуб выиграл третий Кубок Испании, в финале которого обыграл «Барселону» со счётом 1-0. В сезоне 1990/91 «Сарагоса» финишировала 17-й, что означало необходимость играть в плей-офф за сохранение прописки в Ла Лиге. 19 июня 1991 после выездной ничьей 0-0, в домашней встрече был обыгран «Реал Мурсия» со счётом 5-2, что позволило клубу остаться в высшем дивизионе.
10 мая 1995 года, через год после победы в очередном Кубке Испании, «Реал Сарагоса» выиграл Кубок обладателей кубков УЕФА, обыграв «Арсенал» на «Парк де Пренс», перед этим убрав с дороги «Фейеноорд» и «Челси». Основное время закончилось со счётом 1-1, а в дополнительное время, на 120-й минуте, полузащитник Найим забил решающий гол.

### XXI век
В двухтысячных «Реал Сарагоса» выиграл ещё два Кубка Испании, финал 2003/04 был выигран у «Реал Мадрида» со счётом 3-2 в дополнительное время. В мае 2006 года Агапито Иглесиас выкупил у Альфонсо Соланса его долю в клубе и пообещал построить один из сильнейших коллективов в Испании и Европе. В том же году был куплен Пабло Аймар из «Валенсии» за 11 миллионов долларов.
Благодаря 23 голам Диего Милито в кампании 2006/07, «Реал Сарагоса» финишировал шестым и получил доступ к квалификации Кубка УЕФА 2007/08. Следующий сезон однако закончился понижением в классе, а также вылетом из Кубка УЕФА в первом раунде. Легендарный тренер Клуба Виктор Фернандес был приглашён в качестве тренера, но был уволен в январе 2008, в тот период у руля команды сменилось 4 тренера.
«Реал Сарагоса» пошёл на повышение с первой же попытки. В последней игре, 20 июня 2009 года, был установлен счёт 2-2 против «Райо Вальекано» с голами от воспитанника клуба Давида Генерело и экс-игрока «Реал Мадрида» защитника Франсиско Павона. «Реал Сарагосу» обошёл только чемпион «Херес». После этого команда 4 сезона занимала места в нижней половине таблицы Примеры. Примечательной оказалась борьба за выживание в 2011/12 годах: «Сарагоса» долгое время пребывала среди аутсайдеров и даже шла на последнем месте с большим отрывом, но избежала выбывания, набрав в последних 14 матчах 28 очков (9 побед, 1 ничья, 4 поражения). Однако, в следующем сезоне покинула чемпионат с последнего места, и с тех пор играет в Сегунде, трижды упустив возможность возвращения по результатам плей-офф (в 2015, 2018 и 2020 годах). Летом 2014 года был создан «Фонд 2032 года», который стал новым владельцем «Реала Сарагосы» и пытавшийся облегчить тяжёлое финансовое положение клуба.

## Достижения

### Национальные
- Кубок Испании
  - Обладатель (6): 1963/64, 1965/66, 1985/86, 1993/94, 2000/01, 2003/04
  - Финалист (5): 1962/63, 1964/65, 1975/76, 1992/93, 2005/06
- Суперкубок Испании
  - Обладатель: 2004
- Сегунда
  - Победитель: 1977/78

### Международные
- Кубок обладателей кубков УЕФА
  - Обладатель: 1994/95
- Кубок ярмарок
  - Обладатель: 1963/64
  - Финалист: 1965/66

## Сезоны по дивизионам
- Примера — 58 сезонов
- Сегунда — 19 сезонов
- Терсера — 4 сезона

## Список главных тренеров
- Элиас Саука (1932)
- Фелипе душ Сантуш (1932—1934)
- Франсиско Гонсалес (1934—1935)
- Хосе Планас (1935, 1950)
- Мануэль Оливарес (1935—1936, 1946—1947)
- Томас Арнанс (1939—1941, 1945)
- Франсиско Гамборена (1941)
- Хулио Уритарте / Хулио Остале (1941)
- Хуанито Руис (1945—1946, 1949—1950, 1951)
- Антонио Соррибас (1947—1948)
- Энрике Соладреро (1948)
- Антонио Македа (1948)
- Франсиско Бру (1948—1949)
- Исаак Осеха (1949)
- Луис Уркири (1950—1951)
- Эмилио Беркесси (1951—1952)
- Доменек Балманья (1952—1953, 1970—1971)
- Педро Эгилус (1953—1954)
- Эдмундо Суарес (1954—1956, 1959—1960)
- Хасинто Кинкосес (1956—1958)
- Хуан Альварес Касариего (1958)
- Хуан Очоантесана (1958—1959)
- Сесар Родригес (1960—1963, 1968—1969)
- Антони Рамальетс (1963—1964)
- Луис Бельо (1964)
- Роке Ольсен (1964—1965, 1967—1968)
- Луи Он (1965—1966)
- Фердинанд (Фернандо) Даучик (1966—1967)
- Андрес Лерин (1967)
- Эктор Риаль (1969—1970)
- Хосе Мария Мартин (1970)
- Енё Кальмар (1970)
- Хосе Луис Гарсия Трайд (1971)
- Росендо Эрнандес (1971)
- Рафаэль Ириондо (1971—1972)
- Луис Сид (1972—1976)
- Люсьен Мюллер (1976—1977)
- Арсенио Иглесиас (1977—1978)
- Вуядин Бошков (1978—1979)
- Мануэль Вильянова (1979—1981, 1987—1988)
- Лео Бенхаккер (1981—1984)
- Энцо Феррари (1984—1985)
- Луис Коста (1985—1987, 1997—1998, 2000—2001, 2002)
- Радомир Антич (1988—1990)
- Ильдо Манейро (1990—1991)
- Виктор Фернандес (1991—1996, 2006—2008)
- Виктор Эспарраго (1996—1997)
- Чечу Рохо (1998—2000, 2001—2002)
- Хуан Мануэль Лильо (2000)
- Маркос Алонсо (2002)
- Пако Флорес (2002—2004)
- Виктор Муньос (2004—2006)
- Андер Гаритано (2008)
- Хавьер Ирурета (2008)
- Маноло Вильянова (2008)
- Марселино Гарсия Тораль (2008—2009)
- Хосе Аурелио Гай (2009—2010)
- Хавьер Агирре (2010—2011)
- Маноло Хименес (2011—2013)
- Пако Эррера (2013—2014)
- Виктор Муньос (2014)
- Ранко Попович (2014—2015)
- Луис Каррерас (2015—2016)
- Луис Милья (2016)
- Рауль Агне (2016—2017)
- Сесар Лайнес (2017)
- Начо Гонсалес (2017—2018)
- Иманоль Идьякес (2018)
- Лукас Алькарас (2018)
- Виктор Фернандес (2018—2020)
- Рубен Бараха (2020)
- Иван Мартинес (2020)
- Хуан Игнасио Мартинес (2020—2022)
- Хуан Карлос Карседо (2022)
- Франсиско Эскриба (2022—2023)
- Хулио Веласкес (2023—2024)
- Виктор Фернандес (2024)
- Виктор Аренас Наварро (2024)
- Мигель Анхель Рамирес (2024—2025)
- Габи (2025—н. в.)

## Форма

### Домашняя
| 2016/17 | 2017/18 | 2018/19 | 2019/20 | 2020/21 | 2021/22 | 2022/23 | 2023/24 | 2024/25 |

### Гостевая
| 2016/17 | 2017/18 | 2018/19 | 2019/20 | 2020/21 | 2021/22 | 2022/23 | 2023/24 | 2024/25 |

### Резервная
| 2016/17 | 2022/23 |

Источники:,